# 梅萊凱奧克
梅莱凯奥克（Melekeok），是太平洋島國帛琉共和國梅莱凯奥克州的首府，位於巴伯尔道布岛的東海岸，面積僅28平方公里，人口391（2000年）。
2006年10月7日，帛琉將首都由科羅爾遷至梅莱凯奥克西北方2公里的恩吉鲁穆德（Ngerulmud）。
恩加爾多克湖（Lake Ngardok）是密克羅尼西亞群島最大的淡水湖，有灣鱷分佈。

梅萊凱奧克州旗
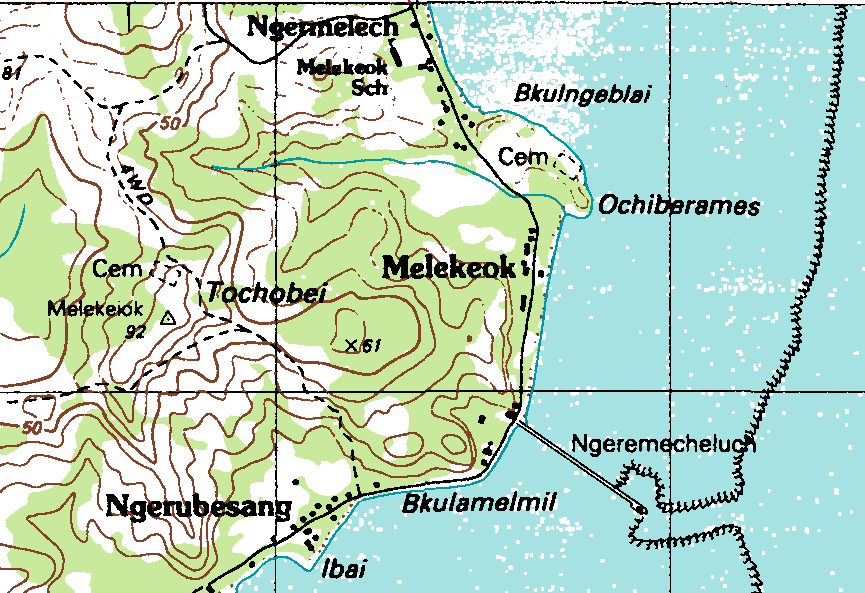
梅萊凱奧克在地圖上的位置
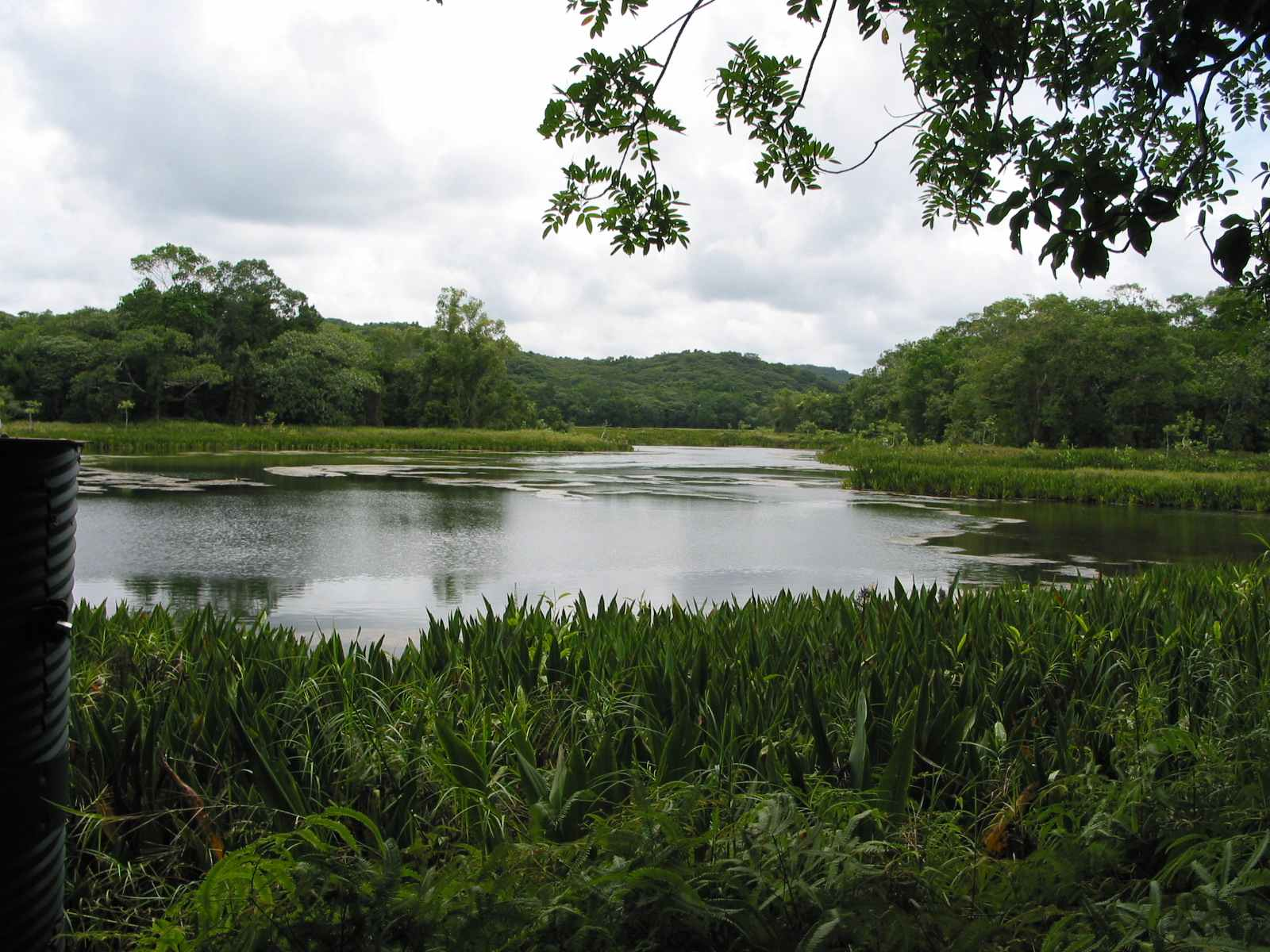
恩加尔多克湖

## 外部連結
- Seacology Melekeok State Project